# Eike Haenel
Eike Haenel (geboren 8. Oktober 1938 in Berlin; gestorben 11. November 2018) war ein deutscher Brauchtumskundler und -sammler. Er war Gründer und Künstlerischer Leiter des pommerschen Tanz- und Folkloreensembles „Ihna“. Beruflich war er bis zu seiner Pensionierung Leiter des Kultur- und Freizeitamtes in Erlangen.

## Leben
Im Alter von 4 Jahren kam er mit Mutter und Schwester zu seinen Großeltern zurück nach Greifenberg in Pommern. Seine Familie ist seit dem 14. Jahrhundert in Pommern nachweisbar und gehört zur Parchamschen Familienstiftung. 1946 wurde er mit Mutter und Schwester vertrieben und kam über Süsel in Holstein und Hildesheim 1951 nach Erlangen.

## Bedeutung
1957 gründete sein Vater Karl Haenel die Erlanger Pommernjugend, die er 1959 übernahm. Beeinflusst von den staatlichen Folkloreensembles der DDR und dem Tanz- und Musikwissenschaftler Kurt Petermann, Tanzarchiv der DDR in Leipzig, mit dem er einen umfangreichen Schriftwechsel führte, formte er aus der Pommernjugend zwei Tanzgruppen. Haenel gelang es, Schrittfolgen von alten Tänzen, Liedtexte und Trachten zu rekonstruieren. Die meist abendfüllenden Programme bestehen aus deutschen Volks-, Kult- und Zunfttänzen, in denen authentisches Brauchtum enthalten ist. Aus Volkstänzen, Liedern und aus Brauchtum entwickelte Eike Haenel erstmals in der Bundesrepublik Deutschland Tanzpotpourris und Suiten, die kleine Geschichten erzählen. 
Mit der Tanzdeel „Rega“, die er 1967 gründete, unternahm er Tourneen durch Frankreich, Dänemark, Schweden, Norwegen und neben einer größeren Fernsehsendung (Pommersche Weihnachtsbräuche) im ZDF eine erste Überseetournee nach Kanada. 
1971 gründete er das Tanz- und Folkloreensemble „Ihna“, plattdeutsch Danz- und Speeldeel „Ihna“. Mehr als 1.000 abendfüllende Veranstaltungen überall in der Bundesrepublik Deutschland, 35 Auslandstourneen – teilweise nach Übersee –, und 20 Fernsehsendungen – darunter die  Eurovisionssendungen Lieder, die wie Brücken sind ... und Die Superhitparade der Volksmusik – machten das Tanz- und Folkloreensemble „Ihna“ überregional bekannt. Von 1984 bis 1987 wurde das Ensemble von der Konzertagentur Schlote in Salzburg betreut. Seit 2007 gehört zu dem Ensemble auch eine Akrobatikgruppe. Im Auftrag der Stadt Erlangen organisierte Eike Haenel 1976 „Polnische Kulturwochen“ in Erlangen, die zweiten in der Bundesrepublik Deutschland überhaupt. Daraufhin unternahm die „Ihna“ 1977 als erste Tanzgruppe mit Folklore aus Pommern und Ostpreußen eine Tournee durch Polen und Schlesien, der 15 weitere Tourneen folgten. Nach einer Tournee durch die Vereinigten Staaten zur 200-Jahr-Feier (Juni/Juli 1976) gründete sich mit Ihna-Unterstützung in Freistadt, Wisconsin die Pommersche Tanzdeel Freistadt, zu der bis zum heutigen Tag freundschaftliche Verbindungen bestehen.

## Auszeichnungen
- 1971: Kulturpreis des Wohnstifts Rathsberg in Erlangen
- 1974: Pommerscher Kulturpreis[10]
- 1998: Ostdeutscher Kulturpreis für Kulturelle Jugendarbeit[10]
- 1999: Ernst-Moritz-Arndt-Plakette der Pommerschen Landsmannschaft
- 2007: Ehrenmitgliedschaft der Deutschen Jugend in Europa (djo), Landesverband Bayern
- 2010: Bundesverdienstkreuz am Bande[11]